# Setge de Maó (1147)
El Setge de Maó de 1147 fou una acció duta a terme pels genovesos de camí a la Croada d'al-Mariyya.

## Antecedents
L'any 904 té lloc la conquesta musulmana de Menorca. Durant aquesta època només se sap que la ciutat havia desaparegut i en el seu lloc hi havia un castell que vigilava i defensava el port. Cal destacar que aquesta nova invasió provoca, de la mateixa forma que la conquesta romana, uns canvis en els activitats diàries, i introdueix noves pautes econòmiques, socials, polítiques i culturals. La societat era diversa i s'organitzava en tribus i clans. Eren agricultors i ramaders, però això no vol dir que no hi hagués comerç, malgrat que la característica principal era l'existència del corsarisme.
Els almohades havien estat frenats pels mercenaris catalans de Reverter I fins a la seva mort i la de Taixfín ibn Alí en combat, van acabar deposant els almoràvits amb la caiguda de Marràqueix en 1145, L'imamat de Martulah és annexionat el 1145 a l'emirat de Batalyaws. Abu-l-Qàssim Àhmad ibn Hussayn ibn Qassi va anar al Magrib, es va entrevistar amb el califa almohade Abu-Yaqub Yússuf ibn Abd-al-Mumin i va tornar amb tropes que el van ajudar a recuperar el seu regne i el domini de Jerez de la Frontera, Arcos de la Frontera, Ronda i Niebla. El almoràvits ja només conserven Gharnata, que va caure en mans almohades en 1155, i les illes Balears, on van marxar nombrosos partidaris dels almoràvits i des d'on es feien atacs constants a les costes del nord d'Àfrica.

## El setge
En 1147 el Papa Eugeni III per lluitar contra la pirateria dels musulmans de l'Emirat de Granada basats en les Balears, aliats de la República de Pisa contra Gènova des de 1137. va aprovar l'atac de la República de Gènova a les Balears, que el març van enviar 63 galeres i 163 vaixells de suport, que comandats per Caffaro di Rustico da Caschifellone van desembarcar a Fornells saquejant l'illa quatre dies, sense poder prendre Maó, mentre quinze galeres s'avançaven en direcció a al-Mariyya i en la retirada foren atacats per 300 cavallers musulmans i nombrosa tropa.

## Conseqüències
Els genovesos van pactar a Barcelona suport militar mutu a les respectives campanyes contra al-Mariyya i Tortosa i van enviar 15 galeres al cap de Gata com a cos avançat fins que la resta de l'exèrcit estigués preparat.
En 1203 l'Emirat de Mayūrqa va caure en 1203 en mans dels almohades.